# ドラウパディー
ドラウパディー（梵：द्रौपदी、IAST：Draupadī）は、インドの叙事詩『マハーバーラタ』に登場する女性。パンチャーラ国の王ドルパダの娘で、ドゥリシュタデュムナと双子の兄妹。パーンダヴァ五兄弟共通の妻であり、彼らとの間にそれぞれプラティヴィンディヤ、スタソーマ、シュルタキールティ、シャタニーカ、シュルタセーナを生んだ。

## 神秘的な誕生
父ドルパダとドローナは幼い頃ともに遊び、学んだ間柄であった。しかしパンチャーラ王となったドルパダは訪ねてきたドローナとの友情を否定して追い払った。怒ったドローナはクル国へ行き、クル族の王子たちの武術師範となり、王子たちが成長するとパンチャーラ国を攻めさせ、国土の半分を奪い取った。これを怨んだドルパダは特別な祭祀を行い、ドローナを殺せる息子を得ようとした。その結果、祭火の中からドリシュタデュムナが現れ、祭壇からはドラウパディーが現れた。ドラウパディーが生まれたとき、姿無き声が響いてきて、「将来この女性によってクシャトリヤは滅亡に瀕し、神々はその目的を遂げるであろう」と予言した。彼女は肌が黒かったので「色黒のドラウパディー」（kṛṣṇā-draupadī、クリシュナー・ドラウパディー）と呼ばれ、絶世の美女に成長した。

## 花婿選び
ドルパダは、古代インドの婿選びの祭典であるスヴァヤンヴァラ（Svayaṃvara）を開催した。アルジュナと結婚させようとして、アルジュナ以外には何者も引くことができない強弓を用意し、この弓を引いて的を射抜いた者がドラウパディーと結婚できるとした。逃亡中であったパーンダヴァもバラモンに変装して婿選びの場に入り込んだ。そして誰も弓を引くことができなかったとき、アルジュナが立ち上がって弓を見事に引き絞り、的を射抜いた。ドラウパディーは花輪を持ってアルジュナのところに行った。他のクシャトリヤたちはドラウパディーがバラモンのものとなったことに怒ったが、パーンダヴァは彼女を無事に連れ出し、母クンティーの待つ隠れ家に戻った。

## 結婚
パーンダヴァは母に「（ドラウパディーを）得てまいりました」と報告した。ところがクンティーは彼らがいつもどおりに托鉢して施物を集めてきたのだと思って、兄弟の皆で等しく分かち合うよう言った。クンティーは後でドラウパディーを見てとんでもないことを言ってしまったと後悔し、喜ぶドラウパディーの腕を引いて長男のユディシュティラに相談した。ユディシュティラは「勝ち取ったアルジュナが妻とすればよい」と述べた。しかしアルジュナはクンティーの言葉を重視して、「まずユディシュティラがドラウパディーと結婚し、その後に順次他の兄弟も彼女と結婚すべきだ」と主張した。このときユディシュティラは以前ヴィヤーサ仙が訪ねてきたとき、彼がドラウパディーは前世の因縁によって5人の夫を持つ運命を持って生まれてきたと話していたことを思い出し、アルジュナの主張を受け入れることを決心した。

## 前世の因縁

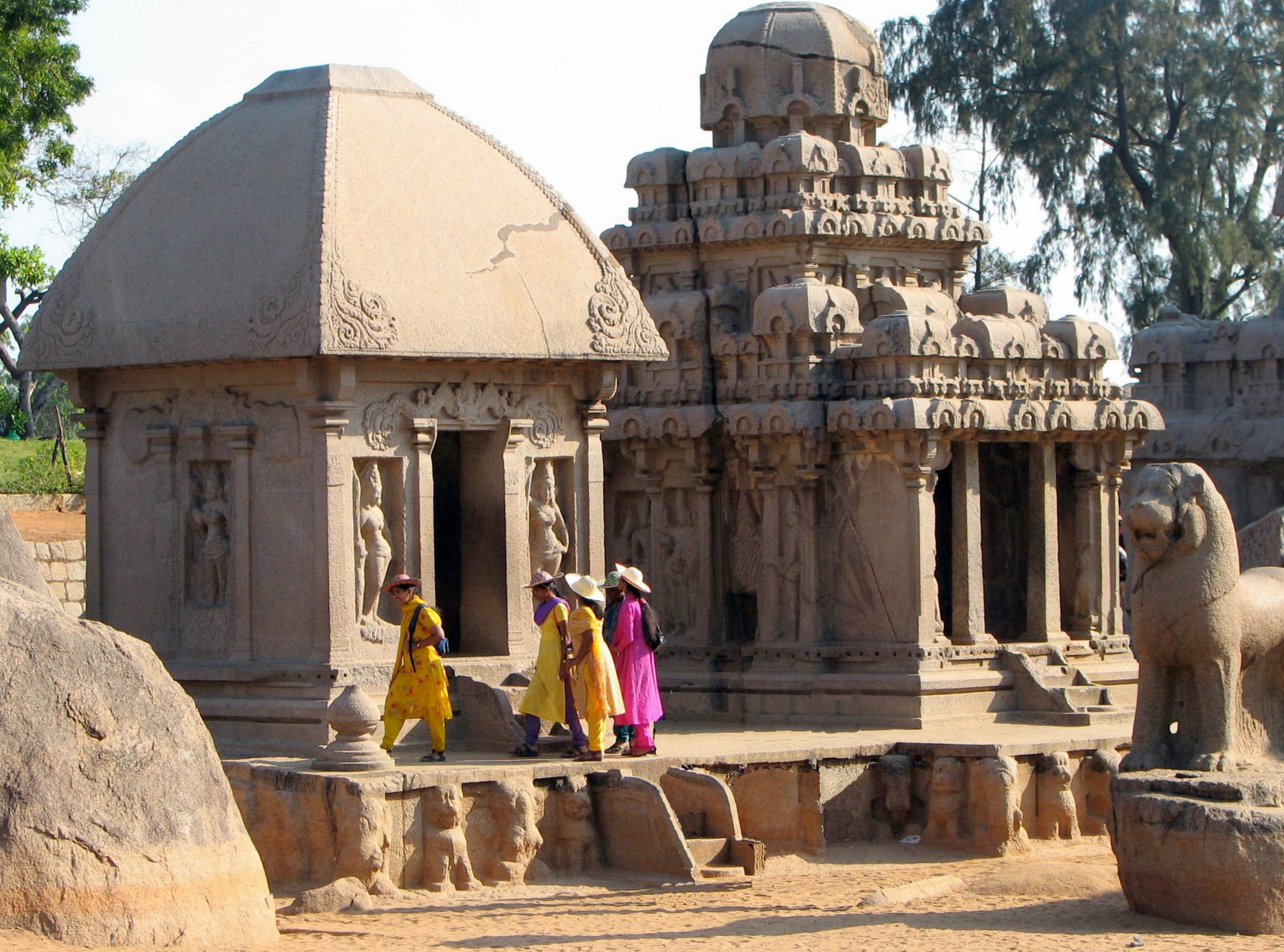
ドラウパディーの寺院（左側、マハーバリプラム）

ドラウパディーとパーンダヴァはドルパダの王宮に行った。しかしドルパダはドラウパディーが複数の夫を持つことに難色を示した。そこにヴィヤーサが現れて、ドルパダと2人でドラウパディーの前世について語った。
1. かつてインドラ神はシヴァ神に不敬な態度をとったため、インドラ神は自分以前にインドラの位にあった4人の者たちとともに人間として転生することになり、パーンダヴァとして生まれ変わった。このときシヴァ神は同時に彼らの妻として女神ラクシュミーを転生させた。それがドラウパディーであるという。
2. かつてある聖仙に美しい娘がいたが、彼女はその美しさに関わらず、夫を見つけることができなかった。この女性は苦行によってシヴァ神を満足させ、シヴァ神は彼女の願いを叶えるべく望みをたずねた。女性はすばらしい夫を下さいと言った。ところがこのとき女性はその願いを5回繰り返して言ったため、来世で5人の夫を持つという運命をシヴァ神から授かった。

ヴィヤーサはこのように述べ、ドルパダに天眼を授け、パーンダヴァを見るよう命じた。すると天眼によってドルパダはパーンダヴァが神であったときの神々しい肉体を今も備えているのを見た。こうしてドルパダはドラウパディーが5人の夫を持つことを認めた。

## 協約
また結婚した彼らのもとにナーラダ仙がやってきて、5兄弟がドラウパディーをめぐって争わないよう、結婚生活に関する協約を結ぶよう勧めた。そこで兄弟の誰かがドラウパディーと一緒にいるとき、彼らを見た者は12年間森で生活しなければならないという決まりを定めた。アルジュナはこれに違反して12年間別れて暮らしたが、再び戻ってきたとき、アルジュナは新しい妻スバドラー（クリシュナの妹）を連れていたため、ドラウパディーは不満を漏らさずにはいられなかったという。